# Камара, Глен
Глен Камара́ (фин. Glen Kamara; родился 28 октября 1995 года, Тампере, Финляндия) — финский футболист, полузащитник французского клуба «Ренн» и сборной Финляндии. Выступает на правах аренды за клуб «Аш-Шабаб». По происхождению — из Сьерра-Леоне.

## Клубная карьера

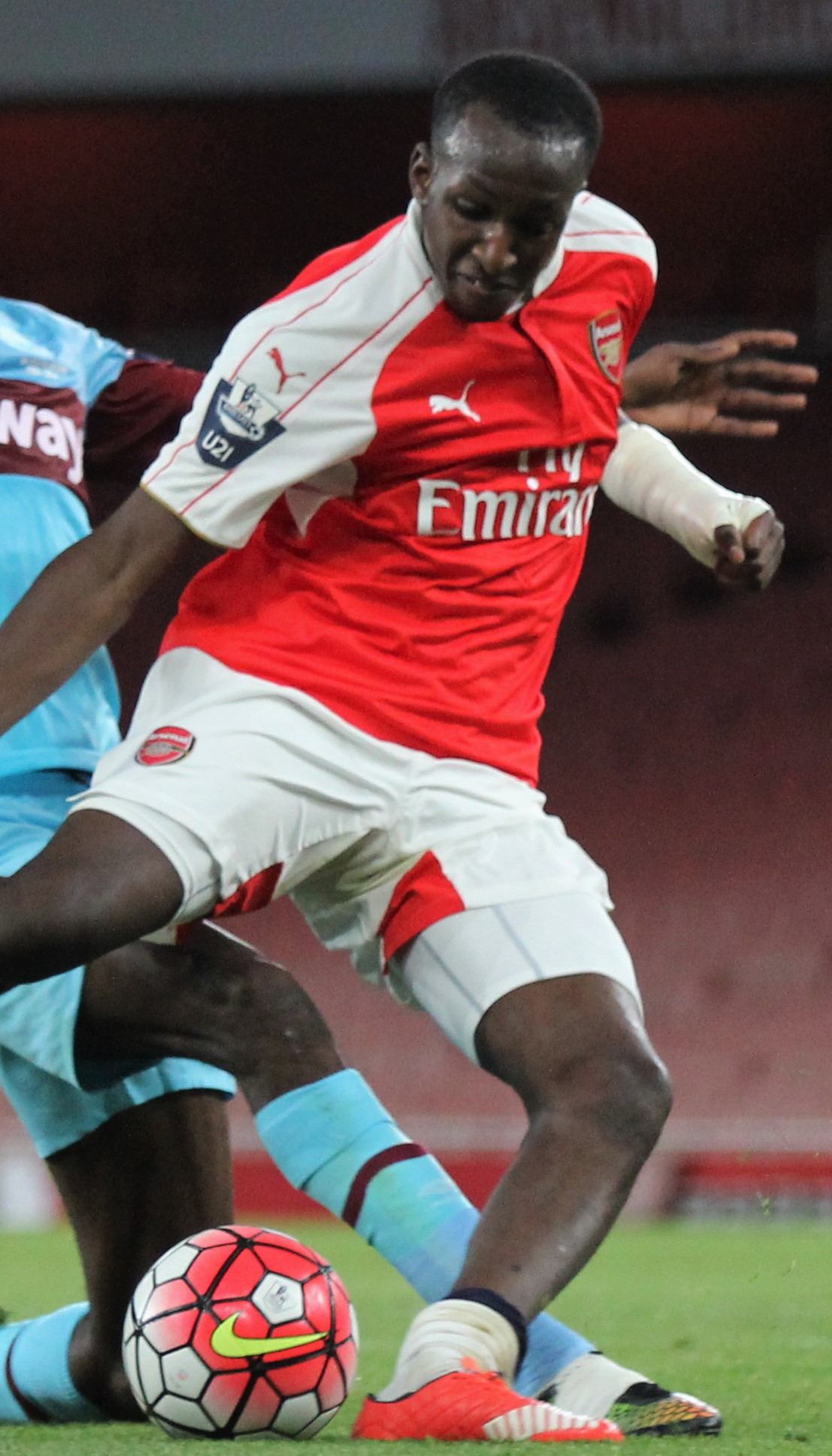
Камара в составе «Арсенала»

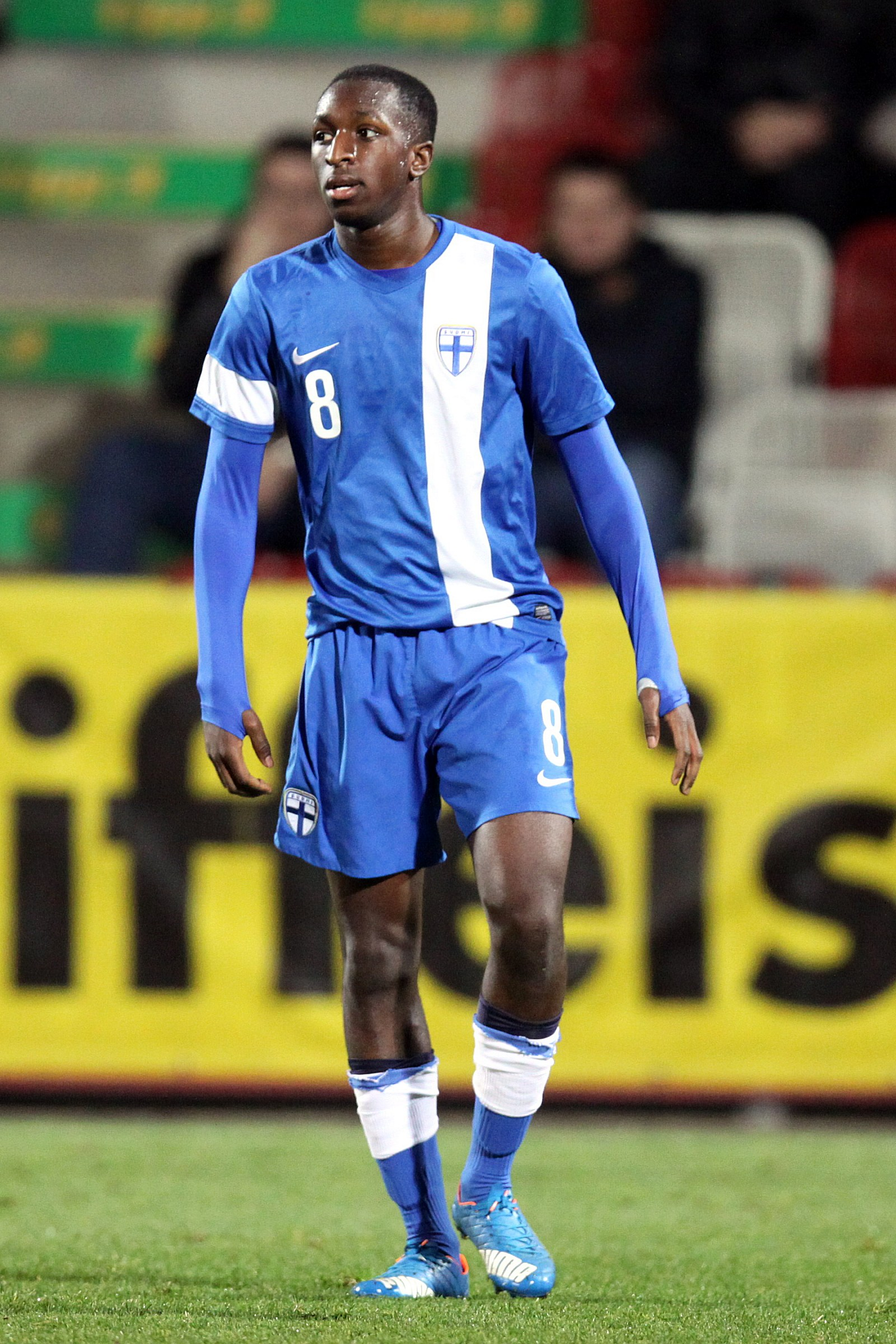
Камара в составе сборной Финляндии

Камара — воспитанник лондонского «Арсенала». 27 октября 2015 года в поединке Кубка английской лиги против «Шеффилд Уэнсдей» он дебютировал за основной состав. В начале 2016 года для получения игровой практики Глен на правах аренды перешёл в «Саутенд Юнайтед». 6 февраля в матче против «Колчестер Юнайтед» он дебютировал в Первой лиге Англии.
Летом того же года Камара на правах аренды перешёл в «Колчестер Юнайтед». 10 сентября в матче против «Блэкпула» он дебютировал во Второй лиге Англии.
Летом 2017 года Камара перешёл в шотландский «Данди», подписав контракт на два года. 5 августа в матче против «Росс Каунти» он дебютировал в шотландской Премьер-лиге.

## Международная карьера
9 ноября 2017 года в товарищеском матче против сборной Эстонии Камара дебютировал за сборную Финляндии.

## Достижения
«Рейнджерс»
- Чемпион Шотландии: 2020/21